# Dangerous (album)
Dangerous er et album fra 1991 udgivet af Michael Jackson. Hovedproduceren, Quincy Jones, som havde arbejdet på tidligere Michael Jackson-album, var ikke involveret i dette album. Derimod overtog Teddy Riley opgaven, og han skrev desuden en lang række af de sange, som findes på albummet. Dangerous blev Michael Jacksons tredjemest sælgende album, samt det andet af hans album, som debuterede som nummer 1 på Billboard 200 albumlisten. Dangerous tilbragte 4 uger på listen og solgte 7 millioner eksemplarer i USA. Sammenlagt blev der solgt 30 millioner eksemplarer i verden. Dangerous har været Michael Jacksons bedst sælgende album i 1990'erne.

## Numre
1. "Jam" (René Moore, Bruce Swedien, Michael Jackson, Teddy Riley) – 5:39
2. "Why You Wanna Trip on Me" (Teddy Riley, Bernard Belle) – 5:24
3. "In the Closet" (Michael Jackson, Teddy Riley) – 6:31
4. "She Drives Me Wild" (Michael Jackson, Teddy Riley. Rap lyrics by Aquil Davidson) – 3:41
5. "Remember the Time" (Teddy Riley, Michael Jackson, Bernard Belle) – 4:00
6. "Can't Let Her Get Away" (Michael Jackson, Teddy Riley) – 4:58
7. "Heal the World" (Michael Jackson) – 6:24
8. "Black or White" (Michael Jackson. Rap lyrics by Bill Bottrell; features guitarist Slash – 4:15
9. "Who Is It" (Michael Jackson) – 6:34
10. "Give In to Me" (Michael Jackson, Bill Bottrell) – 5:29
11. "Will You Be There" (Michael Jackson) – 7:40
12. "Keep the Faith" (Glen Ballard, Siedah Garrett, Michael Jackson) – 5:57
13. "Gone Too Soon" (Larry Grossman, Buz Kohan) – 3:23
14. "Dangerous" (Michael Jackson, Bill Bottrell, Teddy Riley) – 6:57

## Singler
Følgende singler blev udgivet fra albummet Dangerous:
- Oktober 1991 – "Black or White" USA #1 / UK #1
- Januar 1992 – "Remember the Time" USA #3 / UK #3
- April 1992 – "In the Closet" USA #6 / UK #8
- Juli 1992 (USA); September 1992 (UK) – "Jam" USA #26 / UK #12
- August 1992 (UK); Februar 1993 (USA) – "Who Is It" USA #14 / UK #10
- Oktober 1992 – "Heal the World" USA #27 / UK #2
- Februar 1993 – "Give In to Me" UK #2 (Single kun udgivet i Europa)
- Maj 1993 – "Will You Be There" USA #7 / UK #8
- November 1993 – "Gone Too Soon" UK #33 (Single kun udgivet i UK)

## Musikpriser
Amerikanske musikpriser
- Bedste pop/rockalbum: "Dangerous"
- Bedste soul/R&B-single: "Remember The Time"
- Special International Artist Award For Record Sales And Humanitarian Efforts Around The World

BMI Awards
- Two Of The Most Performed Songs Of The Year: "Black or White" And "Remember The Time"

Grammy AwardsLiving Legend Award Guinness Book Of World Records:
- 25th Silver Anniversary Entertainer Of The Year Award
- Outstanding Music Video: "Black or White"

Soul Train Awards
- Bedste R&B-single: "Remember The Time"
- Bedste R&B-album: "Dangerous"

World Music Awards:
- Best Selling American Artist
- World's Best Selling Pop Artist

## Verdensturné
I forbindelse med albummet Dangerous gennemførte Michael Jackson Dangerous World Tour, som var hans anden soloverdensturné med start 27. juni 1992 i München, Tyskland. Verdensturneen sluttede 11. november 1993 i Mexico City, Mexico. The Dangerous Tour omfattede 69 koncerter og tiltrak ca. 3,5 millioner tilskuere på tre kontinenter.

## Efter albummet
Efter Dangerous kom der til at gå 10 år, før Michael Jackson udsendte et nyt album i fuld længde bestående udelukkende af nye sange. Det skete med albummet Invincible fra 2001. Ind imellem udsendte han album som f.eks. HIStory (1995) og Blood on the Dance Floor (1997), som begge var album, der bestod af tidligere hits og remixede versioner.